# 亮源乡
亮源乡，是中华人民共和国湖南省衡陽市耒阳市下辖的一个乡镇级行政单位。

## 行政区划
亮源乡下辖以下地区：
双丰村、齐心村、合心村、岭上村、余升村、元明村、湖岭村、积明村、白马江村、培英村、良坡村、桐木村、泉塘村、新民村、观音村和睦村。